# カーロ・トゥオミネン
カーロ・トゥオミネン（Kaarlo Jalmari Tuominen、1908年2月9日 - 2006年10月20日）は、フィンランドの陸上競技選手。1930年代に活躍した中距離選手で、1936年ベルリンオリンピックの銀メダリストである。トゥルク・ポリ州南西スオミ県ソメルニエミ出身。

## 経歴
3000m障害が、現在のように障害物28個、水濠7個と基準が定まったのは1954年からであり、トゥオミネンが3000m障害で活躍していたころは明確なルールがなかった。ベルリンオリンピックが開催される1936年7月には、アメリカのハロルド・マニングが非公認であったが9分08秒2の世界最高記録を樹立した。それでも、オリンピックでは、前回ロサンゼルスオリンピック金メダリストのボルマリ・イソ＝ホロをはじめとするフィンランド勢が優勝候補に名を挙げられていた。レースは、フィンランド勢の速いペースにマニングはついていくことができなかった。ただ一人ドイツのアルフレート・ドンペルトだけがフィンランド勢の表彰台独占を阻むのがやっとであった。トゥオミネンは、9分06秒8で、イソ・ホロに次いで銀メダルを獲得した。
1938年の第2回ヨーロッパ選手権は、初めて3000m障害が実施された大会であった。オリンピック連覇を達成したイソ・ホロは出場しなかったが、トゥオミネンは、3位のフィンランドのアルフ・リンドブラッドからも7秒遅れの4位に終わった。
トゥオミネンは、国内では、フィンランド選手権で通算9回にわたり3位以内に入っているが、優勝したのは1937年だけである。1935年には400mハードルで3位となっている。

## 自己ベスト
- 800m - 1分56秒6 (1932年)
- 1500m - 3分56秒6 (1938年)
- 3000m - 8分28秒2 (1936年)
- 5000m - 15分00秒8 (1940年)

## 主な実績
| 年   | 大会                 | 場所             | 種目      | 結果 | 記録     |
| ---- | -------------------- | ---------------- | --------- | ---- | -------- |
| 1936 | オリンピック         | ベルリン(ドイツ) | 3000m障害 | 2位  | 9分06秒8 |
| 1938 | ヨーロッパ陸上選手権 | パリ(フランス)   | 3000m障害 | 4位  | 9分28秒6 |